# Erwin Hintze
Erwin Hintze (* 31. Dezember 1876 in Straßburg, Reichsland Elsaß-Lothringen; † 1. August 1931 in Breslau, Provinz Niederschlesien) war ein deutscher Kunsthistoriker.

## Leben
Hintze war ein Sohn des Mineralogen Carl Hintze (1851–1916) und dessen Frau Gertrud (geborene Schneider). Von 1897 bis zur Promotion 1901 studierte er Kunstgeschichte und Klassische Archäologie an der Universität Breslau. Ab dem 1. Oktober 1901 war er als wissenschaftlicher Mitarbeiter unter Karl Masner (1858–1936) am Schlesischen Museum für Kunstgewerbe und Altertümer in Breslau tätig. In dieser Zeit verfasste mehrere Beiträge für die Zeitschrift Der Cicerone, so unter anderem über eine schlesische Zinnkanne aus dem Jahr 1506 und über Schlesische Zinngeräte in geätztem und gegossenen Dekoren sowie Nürnberger Zinn oder für das Jahrbuch des schlesischen Museums für Kunstgewerbe.
Im Jahr 1913 wurde er zum Professor ernannt. Ab 1926 leitete er das im Breslauer Stadtschloss eingerichtete Schlossmuseum, von 1929 bis zu seinem Tode war er Direktor der Städtischen Museen von Breslau.
Sein Interessengebiet war die Geschichte des Kunstgewerbes, insbesondere der Goldschmiedekunst und der Zinngießerei, aber auch mit Fayencen, Keramik und Steinguterzeugnissen. Er hatte sich auch mit aus Silber und Zinn gefertigten jüdischen Ritualgegenständen befasst, organisierte 1929 eine entsprechende Ausstellung Das Judentum in der Geschichte Schlesiens von 1050–1850 (3. Februar bis 17. März) und stellte den zugehörigen Katalog zusammen. Unterstützt wurde er dabei durch die Museumsmitarbeiterin Eva Schmidt (1902–1985) und den Rabbiner Louis Lewin (1868–1941).

## Veröffentlichungen (Auswahl)

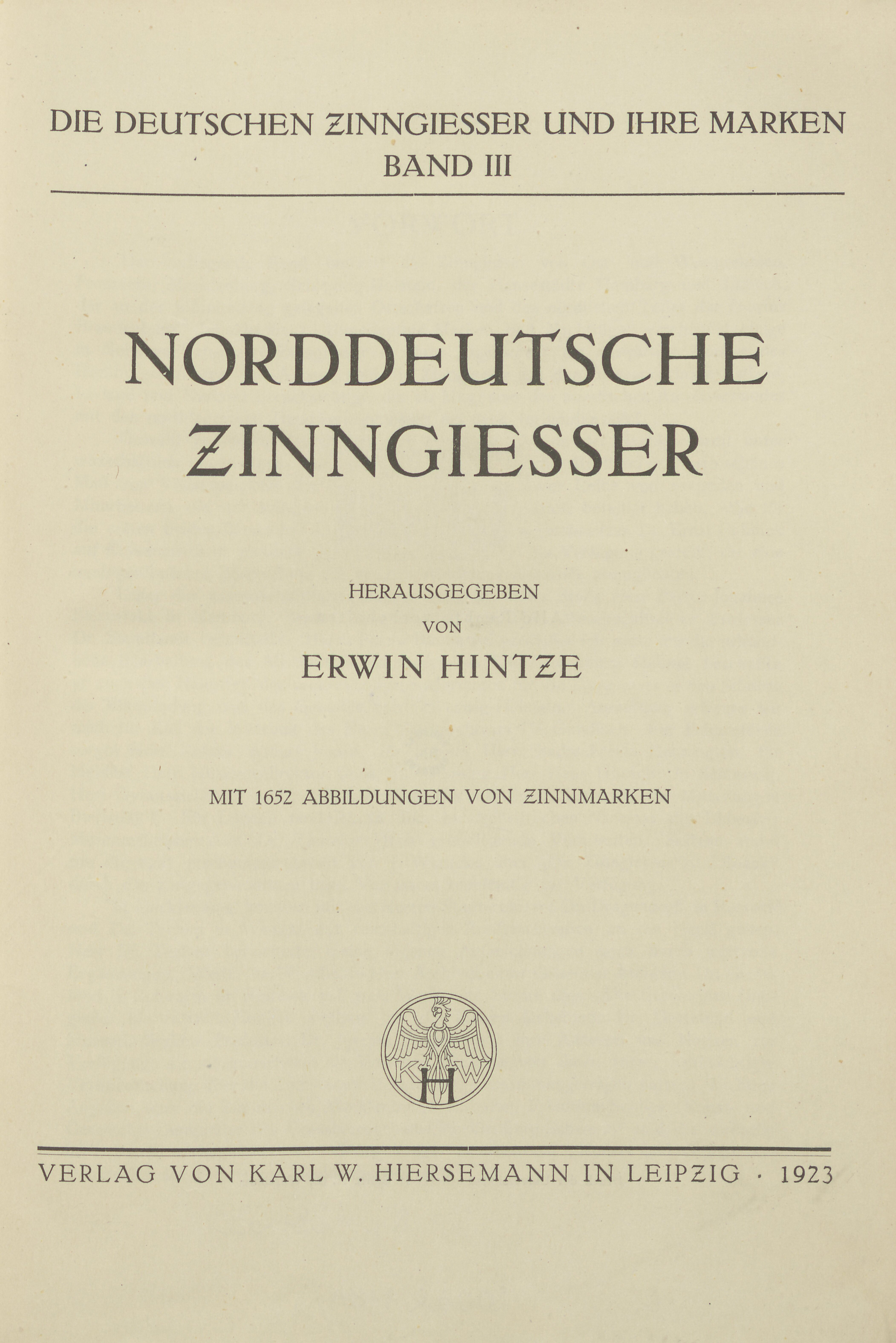
Die deutschen Zinngießer und ihre Marken. Band 3 (1923)

- Der Einfluss der Mystiker auf die ältere Kölner Malerschule, den 'Meister der Madonna mit der Bohnenblüte' und Stephan Lochner. Dissertation Breslau 1901 (Textarchiv – Internet Archive).
- Die Breslauer Goldschmiede. Eine archivalische Studie. Breslau 1906 (Textarchiv – Internet Archive).
- Mit Karl Masner: Goldschmiedearbeiten Schlesiens. Breslau 1911.
- Schlesische Goldschmiede. Breslau Teil 1, 1912; Teil 2, 1916 (sbc.org.pl PDF).
- Die deutschen Zinngießer und ihre Marken. 7 Bände. Hiersemann, Leipzig 1921–1931 (digi.ub.uni-heidelberg.de Digitalisat).
  - Band 1: Sächsische Zinngießer. 1921.
  - Band 2: Nürnberger Zinngießer. 1921.
  - Band 3: Norddeutsche Zinngießer. 1923.
  - Band 4: Schlesische Zinngießer. 1926.
  - Band 5: Süddeutsche Zinngießer. Teil 1: Aalen/Kronach. 1927.
  - Band 6: Süddeutsche Zinngießer. Teil 2: Künzelsau/Sulzbach. 1928.
  - Band 7: Süddeutsche Zinngießer. Teil 3: Tauberbischofsheim bis Zwiesel. Mit Anhang: Elsaß, Österreich, Schweiz, Ungarn.  1931, doi:10.11588/diglit.41535.
- Nürnberger Zinn. Leipzig 1921 (archive.org).
- Gleiwitzer Eisenkunstguß. Breslau 1928.